# Deutsche Leichtathletik-Meisterschaften 1953/Resultate
Der Hauptteil der Wettbewerbe bei den 53. Deutschen Leichtathletik-Meisterschaften wurde einschl. des Marathonlaufs am 25. und 26. Juli 1953 in Augsburg ausgetragen. Austragungsort war das Rosenaustadion. Der Marathonlauf fand auf den Straßen Augsburgs statt. Start- und Zielort war auch für diese Disziplin das Rosenaustadion.
In der hier vorliegenden Auflistung werden die in den verschiedenen Wettbewerben jeweils ersten sechs platzierten Leichtathletinnen und Leichtathleten aufgeführt. Eine Übersicht mit den Medaillengewinnerinnen und -gewinnern sowie einigen Anmerkungen zu den Meisterschaften findet sich unter dem Link Deutsche Leichtathletik-Meisterschaften 1953.
Wie immer gab es zahlreiche Disziplinen, die zu anderen Terminen an anderen Orten stattfanden – in den folgenden Übersichten jeweils konkret benannt.
Hier die ausführlichen Ergebnislisten der Meisterschaften:

## Meisterschaftsresultate Männer

### 100 m
| Platz | Athlet, Verein                    | Zeit (s) |
| ----- | --------------------------------- | -------- |
| 1     | Heinz Fütterer (Karlsruher SC)    | 10,6     |
| 2     | Peter Kraus (VfB Stuttgart)       | 10,6     |
| 3     | Heinz Kosina (1. FC Schwandorf)   | 10,8     |
| 4     | Leonhard Pohl (TSV Pfungstadt)    | 11,0     |
| 5     | Peter Röthig (OSC Berlin)         | 11,1     |
| 6     | Jürgen Sievers (MTV Braunschweig) | 11,1     |

Datum: 26. Juli

### 200 m
| Platz | Athlet, Verein                       | Zeit (s) |
| ----- | ------------------------------------ | -------- |
| 1     | Heinz Fütterer (Karlsruher SC)       | 21,3     |
| 2     | Karl-Friedrich Haas (1. FC Nürnberg) | 21,5     |
| 3     | Peter Kraus (VfB Stuttgart)          | 21,5     |
| 4     | Adolf Kluck (ASV Köln)               | 21,8     |
| 5     | Leonhard Pohl (TSV Pfungstadt)       | 22,0     |
| 6     | Joachim Jensen (SV Polizei Hamburg)  | 22,6     |

Datum: 25. Juli

### 400 m
| Platz | Athlet, Verein                           | Zeit (s) |
| ----- | ---------------------------------------- | -------- |
| 1     | Karl-Friedrich Haas (1. FC Nürnberg)     | 47,2     |
| 2     | Hans Geister (CSV Marathon 1910 Krefeld) | 47,3     |
| 3     | Albert Radusch (DSD Düsseldorf)          | 49,2     |
| 4     | Max Buchmann (ATV Düsseldorf)            | 50,2     |
| 5     | Heinz Rupprecht (TSV Schwaben Augsburg)  | 51,0     |
| 6     | Walter Rederscheid (Berliner SC)         | 51,9     |

Datum: 26. Juli

### 800 m
| Platz | Athlet, Verein                         | Zeit (min) |
| ----- | -------------------------------------- | ---------- |
| 1     | Günter Dohrow (SCC Berlin)             | 1:51,2     |
| 2     | Urban Cleve (Preussen Krefeld)         | 1:53,0     |
| 3     | Hans-Walter Friedrich (SuS Menden 09)  | 1:53,6     |
| 4     | Wolfgang Erhard (VfB Stuttgart)        | 1:53,8     |
| 5     | Hans-Joachim Hennig (Berliner SC)      | 1:54,0     |
| 6     | Heinrich Linnartz (TuS Köln rrh. 1874) | 1:54,5     |

Datum: 26. Juli

### 1500 m
| Platz | Athlet, Verein                          | Zeit (min) |
| ----- | --------------------------------------- | ---------- |
| 1     | Werner Lueg (Sportfreunde Gevelsberg)   | 3:48,0     |
| 2     | Rolf Lamers (SuS Dinslaken)             | 3:48,6     |
| 3     | Olaf Lawrenz (Berliner SC)              | 3:51,8     |
| 4     | Hans Wever (Sportfreunde Gevelsberg)    | 3:55,8     |
| 5     | Walter Lück (LG Olympia Oberberg)       | 3:56,2     |
| 6     | Hans-Ulrich Spree (LG Olympia Oberberg) | 3:56,4     |

Datum: 26. Juli

### 5000 m
| Platz | Athlet, Verein                            | Zeit (min) |
| ----- | ----------------------------------------- | ---------- |
| 1     | Heinz Laufer (TG Schwenningen)            | 15:02,8    |
| 2     | Günter Heßelmann (VfB Lohberg)            | 15:03,6    |
| 3     | Ekkehard Kamps (Stuttgarter Kickers)      | 15:20,0    |
| 4     | Walter Müller (TSV 1860 München)          | 15:40,2    |
| 5     | Werner Schnepp (Barmer TV 1846 Wuppertal) | 15:56,2    |
| 6     | Walter Baum (Sportfreunde Siegen)         | 16:01,8    |

Datum: 26. Juli

### 10.000 m
| Platz | Athlet, Verein                        | Zeit (min) |
| ----- | ------------------------------------- | ---------- |
| 1     | Herbert Schade (Solinger LC)          | 30:58,4    |
| 2     | Hermann Eberlein (TSV 1860 München)   | 32:13,2    |
| 3     | Hermann Brecht (OSC Berlin)           | 32:31,0    |
| 4     | Gerd von Hanu-Krüger (TK Hannover)    | 32:54,4    |
| 5     | Ludwig Eckel (SV Phönix Ludwigshafen) | 34:03,2    |
| 6     | Ludwig Rögener (Hamburger SV)         | 35:04,0    |

Datum: 25. Juli

### Marathon
| Platz | Athlet, Verein                          | Zeit (h)  |
| ----- | --------------------------------------- | --------- |
| 1     | Hans Vollbach (TSV Bayer 04 Leverkusen) | 2:54:07,0 |
| 2     | Willy Wange (TSV Bayer 04 Leverkusen)   | 2:57:00,2 |
| 3     | Heinz Kuderski (TuS Jahn Werdohl)       | 3:01:16,2 |
| 4     | Wilhelm Grube (ETSV Altona-Eidelstedt)  | 3:03:03,0 |
| 5     | Herbert Rother (BTSV 1850 Berlin)       | 3:05:11,0 |
| 6     | Ernst Mensing (BTSV 1850 Berlin)        | 3:05:11,0 |

Datum: 25. Juli

### Marathon, Mannschaftswertung
| Platz | Verein, Besetzung                                                  | Zeit (h) |
| ----- | ------------------------------------------------------------------ | -------- |
| 1     | TSV Bayer 04 Leverkusen (Hans Vollbach, Willy Wange, Rodowski)     | 09:04:25 |
| 2     | BTSV 1850 Berlin (Herbert Rother, Ernst Mensing, Gerhard Dorfeldt) | 09:26:23 |
| 3     | TSV 1860 München (Willi Wolfrum, Max Wiedemann, Georg Mühlbauer)   | 10:44:38 |
| 4     | TUSEM Essen (August Blumensaat, Otfried Neuloh, Kallweit)          | 10:55:30 |
| 5     | 1. FC Nürnberg (Fritz Löhe, Karl Koch, A. Müller)                  | 11:40:49 |
| 6     | Rot-Weiß Stuttgart (Karl Meyer, K. Schmidt, R. Schmidt)            | 12:17:27 |

Datum: 25. Juli

### 110 m Hürden
| Platz | Athlet, Verein                           | Zeit (s) |
| ----- | ---------------------------------------- | -------- |
| 1     | Wolfgang Troßbach (Berliner SC)          | 15,2     |
| 2     | Bert Steines (Rot-Weiß Koblenz)          | 15,2     |
| 3     | Hans Zepernick (Blau-Weiß Osnabrück)     | 15,3     |
| 4     | Olaf Andreas (Schwarz-Weiß Radevormwald) | 15,5     |
| 5     | Rainer Loos (Hamburger SV)               | 15,6     |
| 6     | Wolfgang Doerfler (Post-SV München)      | 16,9     |

Datum: 26. Juli

### 200 m Hürden
| Platz | Athlet, Verein                      | Zeit (s) |
| ----- | ----------------------------------- | -------- |
| 1     | Bert Steines (Rot-Weiß Koblenz)     | 23,9     |
| 2     | Werner Möller (Rendsburger TSV)     | 25,0     |
| 3     | Willi Krüll (1. FC Köln)            | 25,1     |
| 4     | Herbert Huppertz (Rot-Weiß Koblenz) | 25,2     |
| 5     | Friedrich Schirmer (TK Hannover)    | 25,7     |
| DSQ   | Erich Hebel (1. FC Kaiserslautern)  |          |

Datum: 26. Juli

### 400 m Hürden
| Platz | Athlet, Verein                        | Zeit (s) |
| ----- | ------------------------------------- | -------- |
| 1     | Heinz Ulzheimer (Eintracht Frankfurt) | 52,9     |
| 2     | Helmut Kwoczek (DTSG 1874 Hannover)   | 53,8     |
| 3     | Willi Krüll (1. FC Köln)              | 54,3     |
| 4     | Kurt Bonah (Werder Bremen)            | 54,7     |
| 5     | Oskar Scharr (SpVgg. Feuerbach)       | 55,1     |
| 6     | Fritz Handrich (TV Mannheim-Rheinau)  | 56,0     |

Datum: 25. Juli

### 3000 m Hindernis
| Platz | Athlet, Verein                        | Zeit (min) |
| ----- | ------------------------------------- | ---------- |
| 1     | Helmut Thumm (VfB Stuttgart)          | 9:11,6     |
| 2     | Karl-Heinz Schmalz (Rot-Weiß Koblenz) | 9:29,0     |
| 3     | Günter Heßelmann (VfB Lohberg)        | 9:34,0     |
| 4     | Bruno Niesser (TG Tuttlingen)         | 9:45,4     |
| 5     | Fredy Groß (ASV Köln)                 | 9:50,0     |
| 6     | Erhard Kynast (DSD Düsseldorf)        | 9:54,0     |

Datum: 25. Juli

### 4 × 100 m Staffel
| Platz | Verein, Besetzung                                                                  | Zeit (s) |
| ----- | ---------------------------------------------------------------------------------- | -------- |
| 1     | Eintracht Frankfurt (Günter Theilmann, Karl Blümmel, Eckefried Becker, H. Wegener) | 42,0     |
| 2     | Karlsruher SC (Franz Bastian, Lothar Knörzer, Heinz Fütterer, Günter Kußmaul)      | 42,3     |
| 3     | TSV 1860 München (Hans Trimpl, Heinrich Umlauft, Walter Schreiber, Werner Wigner)  | 42,7     |
| 4     | Hammer SpVg. 03/04 (Hagedorn, Löhr, Flöing, Schwenner)                             | 42,9     |
| 5     | VfB Stuttgart (Kuhn, Herbert Wudtke, Ellinger, Peter Kraus)                        | 43,1     |
| 6     | SV Polizei Hamburg (Lennartz, Ludwig, Schütze, Joachim Jensen)                     | 43,2     |

Datum: 26. Juli

### 4 × 400 m Staffel
| Platz | Verein, Besetzung                                                                        | Zeit (min) |
| ----- | ---------------------------------------------------------------------------------------- | ---------- |
| 1     | CSV Marathon 1910 Krefeld (Georg Niepoth, Georg Sallen, Wolfgang Miedecke, Hans Geister) | 3:16,8     |
| 2     | SCC Berlin (Schmode, Seifert, Günter Dohrow, Seifert)                                    | 3:18,2     |
| 3     | Rot-Weiß Koblenz (Siegfried Rheindorf, Alfred Hochscheid, Hubert Huppertz, Peter Mirkes) | 3:19,2     |
| 4     | DSV Hannover 1878 (Wittrock, Ude, Steinhoff, Becker)                                     | 3:21,4     |
| 5     | Post-SV München (Lorenz, Schießl, Bielmeier, Prinz)                                      | 3:24,4     |
| 6     | MTV Braunschweig (Fürstner, Sievers, Kubitza, Kuhn)                                      | 3:24,8     |

Datum: 26. Juli

### 3 × 1000 m Staffel
| Platz | Verein, Besetzung                                                            | Zeit (min) |
| ----- | ---------------------------------------------------------------------------- | ---------- |
| 1     | Barmer TV 1846 Wuppertal (Joachim Rockschiess, Hans Emde, Friedrich Stracke) | 7:32,4     |
| 2     | CSV Marathon 1910 Krefeld (Baur, Voß, Schlegel)                              | 7:33,0     |
| 3     | TK Hannover (Bock, Lüderwald, Bumann)                                        | 7:33,4     |
| 4     | VfV Hildesheim (Kirchhoff, Walter Müller, Ernst)                             | 7:38,0     |
| 5     | Post-SV München (Josef Friesinger, Theo Meindl, Horst Schmidmer)             | 7:39,4     |
| 6     | TGM 1861 Mainz-Gonsenheim (Ohler, Willi Beckers, Auschuck)                   | 7:39,6     |

Datum: 26. Juli

### 10.000 m Bahngehen
| Platz | Athlet, Verein                           | Zeit (min) |
| ----- | ---------------------------------------- | ---------- |
| 1     | Rudolf Lüttge (Eintracht Braunschweig)   | 50:50,8    |
| 2     | Claus Biethan (Hamburger SV)             | 51:30,6    |
| 3     | Siegfried Kemper (SCC Berlin)            | 52:27,6    |
| 4     | Robert Kübler (TSV Allianz Stuttgart)    | 54:31,8    |
| 5     | Hermann Grittner (ESV Olympia Köln)      | 54:56,2    |
| 6     | Willi Schneidereit (ESV Grün-Weiß Essen) | 55:44,6    |

Datum: 25. Juli

### 25 km Straßengehen
| Platz | Athlet, Verein                            | Zeit (h)  |
| ----- | ----------------------------------------- | --------- |
| 1     | Rudolf Lüttge (Eintracht Braunschweig)    | 2:13:18,0 |
| 2     | Max Weber (BSG Empor Laucha)              | 2:15:080  |
| 3     | Botho Treptow (Eintracht Braunschweig)    | 2:20:340  |
| 4     | Horst Voigt (Dynamo Dresden)              | 2:21:430  |
| 5     | Karl-Heinz Thomas (BSG Motor Dresden-Ost) | 2:21:500  |
| 6     | Viktor Siuda (Eintracht Braunschweig)     | 2:22:510  |

Datum: 23. August
fand in Nürnberg statt
An den Wettbewerben im Straßengehen nahmen 1953 auch Athleten aus der DDR teil.

### 25 km Straßengehen, Mannschaftswertung
| Platz | Verein, Besetzung                                                               | Zeit (h) |
| ----- | ------------------------------------------------------------------------------- | -------- |
| 1     | Eintracht Braunschweig (Rudolf Lüttge, Botho Treptow, Viktor Siuda)             | 6:56:43  |
| 2     | Hamburger SV (Friedrich Prehn, Schubert, Otto Biethan)                          | 7:56:09  |
| 3     | SC Bajuwaren München (Konrad Reichel, Franz Reichel, Ertl)                      | 8:31:14  |
| 4     | TSV Mühlhof-Reichelsdorf Nürnberg (Georg Rammler, Karl Wendler, Johann Stengel) | 8:33:47  |

Datum: 23. August
fand in Nürnberg statt
nur 4 Mannschaften in der Wertung

### 50 km Straßengehen
| Platz | Athlet, Verein                            | Zeit (h) |
| ----- | ----------------------------------------- | -------- |
| 1     | Rudolf Korb (BSG Motor Dresden-Ost)       | 5:07:10  |
| 2     | Erich Kunz (SG Dynamo Leipzig)            | 5:12:54  |
| 3     | Walter Stoltz (Eintracht Braunschweig)    | 5:15:06  |
| 4     | Gustav Peinemann (Eintracht Braunschweig) | 5:17:51  |
| 5     | Martin Ebert (SG Dynamo Leipzig)          | 5:18:51  |
| 6     | Hermann Grittner (ESV Olympia Köln)       | 5:21:33  |

Datum: 23. August
fand in Nürnberg statt
An den Wettbewerben im Straßengehen nahmen 1953 auch Athleten aus der DDR teil.

### 50 km Straßengehen, Mannschaftswertung
| Platz | Verein, Besetzung                                                      | Zeit (h) |
| ----- | ---------------------------------------------------------------------- | -------- |
| 1     | Eintracht Braunschweig (Walter Stoltz, Gustav Peinemann, Theo Arendes) | 15:56:11 |
| 2     | SG Dynamo Leipzig (Erich Kunz, Martin Ebert, Helmut Hilbert)           | 15:57:30 |
| 3     | Hamburger SV (Emil Griem, Coldeway, Feucht)                            | 16:17:42 |

Datum: 23. August
fand in Nürnberg statt
nur 3 Mannschaften in der Wertung

### Hochsprung
| Platz | Athlet, Verein                         | Höhe (m) |
| ----- | -------------------------------------- | -------- |
| 1     | Werner Bähr (Olympia Neumünster)       | 1,90     |
| 2     | Wolfgang Massion (TSV Hertha Walheim)  | 1,90     |
| 2     | Hans-Jürgen Jenss (ASV Köln)           | 1,90     |
| 4     | Bernd Naumann (SC Frankfurt 1880)      | 1,85     |
| 5     | Hans Andreas (ATSV Bremen 1860)        | 1,75     |
| 5     | Karl Lütge-Brochtrup (SC Lüdinghausen) | 1,75     |
| 5     | Heinrich Hagen (Post-SV München)       | 1,75     |

Datum: 25. Juli

### Stabhochsprung
| Platz | Athlet, Verein                     | Höhe (m) |
| ----- | ---------------------------------- | -------- |
| 1     | Julius Schneider (SC Pforzheim)    | 4,00     |
| 2     | Hanfried Oertel (Rot-Weiß Koblenz) | 3,90     |
| 3     | Karl-Heinz Thenee (ASV Köln)       | 3,90     |
| 4     | Werner Bähr (Olympia Neumünster)   | 3,90     |
| 5     | Gustav Stührk (TSV 1860 München)   | 3,80     |
| 6     | Willi Reißmann (TV Fürth 1860)     | 3,80     |

Datum: 26. Juli

### Weitsprung
| Platz | Athlet, Verein                     | Weite (m) |
| ----- | ---------------------------------- | --------- |
| 1     | Herbert Göbel (SV Korbach 09)      | 7,22      |
| 2     | Erhard Mallek (DTSG 1874 Hannover) | 7,21      |
| 3     | Fritz Gleim (Eintracht Frankfurt)  | 7,17      |
| 4     | Karl Lewald (SuS Menden 09)        | 7,09      |
| 5     | Heinz Klophaus (Ohligser TV)       | 7,01      |
| 6     | Heinz Fallak (Rot-Weiß Oberhausen) | 6,90      |

Datum: 25. Juli

### Dreisprung
| Platz | Athlet, Verein                       | Weite (m) |
| ----- | ------------------------------------ | --------- |
| 1     | Heinz Oberbeck (ASV Köln)            | 14,68     |
| 2     | Kurt Trozowski (TuS Jahn Werdeloh)   | 14,60     |
| 3     | Rudolf Waneck (TSV 1860 München)     | 14,20     |
| 4     | Theo Strohschnieder (TV Cloppenburg) | 13,99     |
| 5     | Karl Strasser (TuS Raubling)         | 13,99     |
| 6     | Herbert Pfeffer (SV Darmstadt 98)    | 13,94     |

Datum: 26. Juli

### Kugelstoßen
| Platz | Athlet, Verein                         | Weite (m) |
| ----- | -------------------------------------- | --------- |
| 1     | Josef Hipp (TSG Balingen)              | 14,56     |
| 2     | Werner Eckert (TV Wehr)                | 14,54     |
| 3     | Josef Müller (ASV Köln)                | 14,11     |
| 4     | Josef Bongen (Tuspo Viersen)           | 13,96     |
| 5     | Heinz Lutter (Post-SV München)         | 13,93     |
| 6     | Rudolf Görtler (TSV Schwaben Augsburg) | 13,76     |

Datum: 25. Juli

### Diskuswurf
| Platz | Athlet, Verein                              | Weite (m) |
| ----- | ------------------------------------------- | --------- |
| 1     | Heinz Rosendahl (Schwarz-Weiß Radevormwald) | 47,53     |
| 2     | Karl Oweger (TSV 1860 München)              | 47,34     |
| 3     | Walter Janssen (TSG Westerstede)            | 44,34     |
| 4     | Gerhard Hilbrecht (TSV 1860 München)        | 44,15     |
| 5     | Günther Noack (Grünweiß Frankfurt)          | 43,91     |
| 6     | Josef Hipp (TSG Balingen)                   | 43,59     |

Datum: 26. Juli

### Hammerwurf
| Platz | Athlet, Verein                            | Weite (m) |
| ----- | ----------------------------------------- | --------- |
| 1     | Karl Wolf (Karlsruher TV 1846)            | 53,90     |
| 2     | Karl Hagenburger (SV Phönix Ludwigshafen) | 51,76     |
| 3     | Hugo Ziermann (Grünweiß Frankfurt)        | 51,51     |
| 4     | Karl Hein (Hamburger SV)                  | 49,54     |
| 5     | Wilhelm Lutz (SpVgg. Feuerbach)           | 49,39     |
| 6     | Heinz Prechtl (Post-SV München)           | 48,72     |

Datum: 26. Juli

### Speerwurf
| Platz | Athlet, Verein                       | Weite (m) |
| ----- | ------------------------------------ | --------- |
| 1     | Herbert Koschel (Rot-Weiß Koblenz)   | 69,05     |
| 2     | Emil Sick (Stuttgarter Kickers)      | 64,60     |
| 3     | Gerhard Keller (TSV Süßen)           | 64,43     |
| 4     | Heinrich Will (Rendsburger TSV)      | 64,29     |
| 5     | Helmut Wilshaus (Hammer SpVg. 03/04) | 60,00     |
| 6     | Hermann Rieder (TSV 1860 München)    | 59,37     |

Datum: 25. Juli

### Fünfkampf,1952er Wertung
| Platz | Athlet, Verein                             | P – offiz. Wert. | P – 85er Wert. |
| ----- | ------------------------------------------ | ---------------- | -------------- |
| 1     | Horst Bodenstein (TK Hannover)             | 2911             | 3335           |
| 2     | Rudolf Etzold (BSG Einheit Nordost Berlin) | 2823             | 3294           |
| 3     | Gerhard Keller (TSV Süßen)                 | 2795             | 3281           |
| 4     | Dieter Möhring (SV St. Georg 1895 Hamburg) | 2692             | 3181           |
| 5     | Raiser (SpVgg. Böblingen)                  | 2427             | 2989           |
| 6     | Heinrich Will (Rendsburger TSV)            | 2304             | ?              |

Datum: 22. August
fand in Balingen statt
An den Mehrkämpfen nahmen 1953 auch Athleten aus der DDR teil.
Disziplinen des Fünfkampfs: Weitsprung, Speerwurf, 200 m, Diskuswurf, 1500 m

### Zehnkampf,1952er Wertung
| Platz | Athlet, Verein                           | P – offiz. Wert. | P – 85er Wert. |
| ----- | ---------------------------------------- | ---------------- | -------------- |
| 1     | Friedel Schirmer (TK Hannover)           | 6056             | 6526           |
| 2     | Wigo Biffart (TSG Neustadt)              | 5462             | 6078           |
| 3     | Hans Kramer (BSG Einheit Nordost Berlin) | 5444             | 6159           |
| 4     | Willi Reißmann (TV Fürth 1860)           | 5409             | 6012           |
| 5     | Ernst Wurfer (TG Esslingen 1890)         | 5357             | 6041           |
| 6     | Rudolf Strattner (TV Fürth 1860)         | 5183             | 5880           |

Datum: 22./23. August
fand in Balingen statt
An den Mehrkämpfen nahmen 1953 auch Athleten aus der DDR teil.

### Waldlauf–7815m
| Platz | Athlet, Verein                      | Zeit (min) |
| ----- | ----------------------------------- | ---------- |
| 1     | Helmut Gude (VfB Stuttgart)         | 23:22,6    |
| 2     | Siegfried Steller (SCC Berlin)      | 23:25,8    |
| 3     | Herbert Schade (Solinger LC)        | 23:37,4    |
| 4     | Hermann Eberlein (TSV 1860 München) | 23:48,2    |
| 5     | Walter Müller (TSV 1860 München)    | 23:52,0    |
| 6     | Emil Bacigal (TSV 1860 München)     | 23:57,0    |

Datum: 19. April
fand in Solingen statt

### Waldlauf–7815m, Mannschaftswertung
| Platz | Verein, Besetzung                                                          | (Pkte)               |
| ----- | -------------------------------------------------------------------------- | -------------------- |
| 1     | TSV München 1860 (Hermann Eberlein, Walter Müller, Emil Bacigal)           | 09 (Plätze 04/5/6)   |
| 2     | Hamburger SV (Ludwig Rögener, Gerhard Paschen, Klaus Ketelsen)             | 37 (Plätze 11/20/23) |
| 3     | SCC Berlin (Siegfried Steller, Dieter Kohls, Orlowski)                     | 42 (Plätze 02/17/ ?) |
| 4     | Barmer TV 1846 Wuppertal (Schnepp, Maaßen, Lindner)                        | 45 (Plätze 07/25/32) |
| 5     | Rot-Weiß Koblenz (Karl-Heinz Schmalz, Manfred Kiesewetter, Willi Holtkamp) | 48 (Plätze 08/24/35) |
| 6     | SC Dahlhausen (Heinz Betting, Erich Kruzycki, Reinhold Hundt)              | 52 (Plätze 15/27/34) |

Datum: 19. April
fand in Solingen statt

## Meisterschaftsresultate Frauen

### 100 m
| Platz | Athletin, Verein                               | Zeit (s) |
| ----- | ---------------------------------------------- | -------- |
| 1     | Maria Sander, geb. Domagala (SuS 09 Dinslaken) | 12,1     |
| 2     | Ingrid Kühn (SCC Berlin)                       | 12,4     |
| 3     | Irmgard Egert (Eintracht Frankfurt)            | 12,4     |
| 4     | Helga Erny, geb. Klein (SG Mannheim)           | 12,5     |
| 5     | Angela Wild (TSV 1861 Straubing)               | 12,5     |
| 6     | Renate Ibert (VfB Gaggenau)                    | 12,6     |

Datum: 25. Juli

### 200 m
| Platz | Athletin, Verein                         | Zeit (s) |
| ----- | ---------------------------------------- | -------- |
| 1     | Helga Erny, geb. Klein (SG Mannheim)     | 25,4     |
| 2     | Maria Arenz (DSD Düsseldorf)             | 25,7     |
| 3     | Irmgard Egert (Eintracht Frankfurt)      | 25,7     |
| 4     | Doris Gutzmann (Flensburger SpVgg. 1908) | 25,9     |
| 5     | Marlene Nix (SSV Wuppertal)              | 26,2     |
| 6     | Charlotte Böhmer (Sportfreunde Siegen)   | 26,2     |

Datum: 26. Juli

### 80 m Hürden
| Platz | Athletin, Verein                               | Zeit (s) |
| ----- | ---------------------------------------------- | -------- |
| 1     | Maria Sander, geb. Domagala (SuS 09 Dinslaken) | 11,3     |
| 2     | Anneliese Seonbuchner (1. FC Nürnberg)         | 11,3     |
| 3     | Regina Lorberg (TK Hannover)                   | 11,8     |
| 4     | Inge Schierloh (Werder Bremen)                 | 12,1     |
| 5     | Zenta Gastl (MTV München von 1879)             | 12,2     |
| 6     | Marianne Hagedorn (Düsseldorfer SC 99)         | 12,2     |

Datum: 26. Juli

### 4 × 100 m Staffel
| Platz | Verein, Besetzung                                                                             | Zeit (s) |
| ----- | --------------------------------------------------------------------------------------------- | -------- |
| 1     | Eintracht Frankfurt (Renate Schwarzkopf, Irmgard Egert, Lilo Ullmann, Thoma)                  | 49,1     |
| 2     | Werder Bremen (Inge Schierloh, Marga Petersen, Jutta Klinge, Lotte Oppolzer)                  | 49,1     |
| 3     | 1. FC Nürnberg (Isolde Schöner, Anneliese Seonbuchner, Helma Horlacher, Lotte Wackersreuther) | 49,2     |
| 4     | Berliner Turnerschaft (Monika Krause, Karla Struck, Ursula Klopfleisch, Lieck)                | 49,7     |
| 5     | SG Mannheim (Hauck, Rienthaler, Helga Erny – geb. Klein, Appold)                              | 49,9     |
| 6     | Hamburger SV (Willrodt, Thea Korb, Ursula Schittek, Elvert)                                   | 50,6     |

Datum: 26. Juli

### Hochsprung
| Platz | Athletin, Verein                              | Höhe (m) |
| ----- | --------------------------------------------- | -------- |
| 1     | Hildegard Gerschler (USC Freiburg)            | 1,57     |
| 2     | Ursula Schmückle (TSG Ulm 1846)               | 1,54     |
| 3     | Margarete von Buchholtz (Stuttgarter Kickers) | 1,54     |
| 4     | Renate Krämer (ASV Köln)                      | 1,50     |
| 5     | Liesel Hell (Post-SV München)                 | 1,50     |
| 6     | Toni Butz (VfB Stuttgart)                     | 1,50     |

Datum: 26. Juli

### Weitsprung
| Platz | Athletin, Verein                               | Weite (m) |
| ----- | ---------------------------------------------- | --------- |
| 1     | Anneliese Seonbuchner (1. FC Nürnberg)         | 5,89      |
| 2     | Erika Fisch (MTV Osterode)                     | 5,86      |
| 3     | Maria Sander, geb. Domagala (SuS 09 Dinslaken) | 5,81      |
| 4     | Kläre Vorthmann (SSV Wuppertal)                | 5,47      |
| 5     | Lore Fauth (Stuttgarter Kickers)               | 5,46      |
| 6     | Helma Wiemann (TSV Malente)                    | 5,38      |

Datum: 26. Juli

### Kugelstoßen
| Platz | Athletin, Verein                                    | Weite (m) |
| ----- | --------------------------------------------------- | --------- |
| 1     | Marianne Werner, geb. Schulze-Entrup (SC Greven 09) | 14,14     |
| 2     | Marlene Biedermann (Freie Turnerschaft 03 Emden)    | 13,13     |
| 3     | Edelgard Anhoff (SCC Berlin)                        | 13,09     |
| 4     | Gerda Hagen (Post-SV Düsseldorf)                    | 12,61     |
| 5     | Jolanda Mayr (TSV Pfronten)                         | 12,29     |
| 6     | Karen Sonneck, geb. Uthke (TK Hannover)             | 11,86     |

Datum: 25. Juli

### Diskuswurf
| Platz | Athletin, Verein                                    | Weite (m) |
| ----- | --------------------------------------------------- | --------- |
| 1     | Marianne Werner, geb. Schulze-Entrup (SC Greven 09) | 44,64     |
| 2     | Jolanda Mayr (TSV Pfronten)                         | 42,75     |
| 3     | Karen Sonneck, geb. Uthke (TK Hannover)             | 41,88     |
| 4     | Gerda Hagen (Post-SV Düsseldorf)                    | 41,00     |
| 5     | Marianne Heinrich (TSV Markt Oberdorf)              | 40,88     |
| 6     | Hannelore Klute (ASV Köln)                          | 40,57     |

Datum: 25. Juli

### Speerwurf
| Platz | Athletin, Verein                       | Weite (m) |
| ----- | -------------------------------------- | --------- |
| 1     | Marlies Müller (Rot-Weiß Koblenz)      | 46,78     |
| 2     | Jutta Krüger (SSC Südwest Berlin)      | 45,95     |
| 3     | Gisela Maier (TSG Reutlingen)          | 43,81     |
| 4     | Edelgard Anhoff (SCC Berlin)           | 42,61     |
| 5     | Hanna Garleff (VfB Lübeck)             | 40,06     |
| 6     | Marianne Heinrich (TSV Markt Oberdorf) | 39,30     |

Datum: 26. Juli

### Fünfkampf
| Platz | Athletin, Verein                               | P – offiz. Wert. | P – 55er Wert. |
| ----- | ---------------------------------------------- | ---------------- | -------------- |
| 1     | Maria Sander, geb. Domagala (SuS 09 Dinslaken) | 3722             | 4363           |
| 2     | Regina Lorberg (TK Hannover)                   | 3516             | 4223           |
| 3     | Marianne Hagedorn (Düsseldorfer SC 99)         | 3509             | 4219           |
| 4     | Lore Fauth (Stuttgarter Kickers)               | 3467             | 4194           |
| 5     | Gisela Köhler (SC Motor Jena)                  | 3058             | 3930           |
| 6     | Doris Gutzmann (Flensburger SpVgg. 1908)       | 2873             | 3798           |

Datum: 24./25. Juli
fand in Duisburg statt
Der Frauen-Fünfkampf wurde bei den Meisterschaften von 1952 bis 1954 nach der in diesen Jahren für Frauen gültigen internationalen Tabelle gewertet.
An den Mehrkämpfen nahmen 1953 auch Athletinnen aus der DDR teil.

## Video
- Filmausschnitte u. a. von den Deutschen Leichtathletikmeisterschaften 1953 auf filmothek.bundesarchiv.de, Bereich: 7:04 min bis 9:44 min, abgerufen am 20. April 2021